# María Candelaria, Morelos
María Candelaria är en ort i Mexiko.   Den ligger i kommunen Huitzilac och delstaten Morelos, i den sydöstra delen av landet, 50 km söder om huvudstaden Mexico City. María Candelaria ligger 2 288 meter över havet och antalet invånare är 162.
Terrängen runt María Candelaria är varierad, och sluttar söderut. Runt María Candelaria är det mycket tätbefolkat, med 1 463 invånare per kvadratkilometer. Närmaste större samhälle är Cuernavaca, 9,3 km söder om María Candelaria. I omgivningarna runt María Candelaria växer huvudsakligen savannskog.